# Albrecht von Rechenberg
Georg Albrecht von Rechenberg, född den 15 september 1859 i Madrid, död den 26 februari 1935 i Berlin, var en tysk friherre och koloniämbetsman.
Han inträdde 1899 på konsulatbanan och var 1893–1895 domare och Bezirksamtmann i Tyska Östafrika. Han blev 1896 tysk vice konsul och 1898 konsul i Zanzibar, 1901 konsul i Moskva och 1905 generalkonsul i Warszawa. Mellan 1906 och 1912 var han guvernör över Tyska Östafrika.